# Arturo Vatteone
Arturo Vatteone  o  Estación Arturo Vatteone es una localidad argentina del partido de Adolfo Alsina, en la provincia de Buenos Aires.

## Población
Durante los censos nacionales del INDEC de 2001 y 2010 fue considerada como población rural dispersa.

## Toponimia
Es en homenaje al Dr. Arturo Dalmacio Vatteone, abogado, político del Partido Conservador, legislador provincial, local, emprendedor pionero del turismo de Epecuén. Intendente del partido de Florencio Varela y de Magdalena.  Compra 2.500 ha constituyendo la "Estancia La Fortuna".  Fundó el Balneario y posterior pueblo de Mar de Epecuén.
Funda el primer museo regional de historia de las campañas del desierto de Alsina y de Roca.
El 1 de octubre de 1929, por sus gestiones se logra el ramal ferroviario Carhué- Rivera, donando tierras para las vías. En homenaje a ello fue bautizada la estación con su nombre.
Débesele a Arturo Vatteone el primer emprendimiento de Turismo Histórico de esta parte de la provincia de Buenos Aires.